# Abel Lafleur
Abel Lafleur (Rodez, Francia, 4 de noviembre de 1875-Boulogne-Billancourt, Francia, 27 de enero de 1953) fue un escultor y medallista francés que diseñó el trofeo de la Copa Mundial de Fútbol, llamado simplemente Coupe du Monde (en español: Copa del Mundo), más tarde rebautizado como Copa Jules Rimet. El trofeo tenía de 35 cm de altura, pesaba 3,8 kg y estaba hecho de plata esterlina chapada en oro y lapislázuli. 
En los cuatro lados de la base había cuatro planchas de oro, sobre las cuales se habrían de escribir los nombres de los ganadores del trofeo.
Se trata de una copa octagonal, sostenida por una figura alada representando a Niké, la diosa griega de la victoria, que se exhibe actualmente en el museo de Louvre.
Nació en Rodez, en el suroeste de Francia, en la región de Mediodía-Pirineos. Estudió en la Escuela de Bellas Artes de París y fue fuertemente influenciado como alumno por el medallista francés Jules-Clément Chaplain (1839-1909), y François -Joseph- Hubert Ponscarme (1827-1903) y trabajó junto a Alexandre Charpentier (1856-1909), quien había sido asistente de Ponscarme. Lafleur era especializado en la forma femenina desnuda.
Desde 1901, ha expuesto el trofeo con regularidad en el Salon des Artistes Français, en el Salon des Indépendants y en el Salon d' Automne. Fue galardonado con una medalla de oro y el 8 de agosto de 1920 fue nominado para el grado de Caballero de la Legión de Honor. Fue contemporáneo de René Gregoire (1871-1945) y Pierre-Charles Lenoir (1871-1953).